# Ormoy-sur-Aube
Pour les articles homonymes, voir Ormoy.
Ormoy-sur-Aube est une ancienne commune française située dans le département de la Haute-Marne et la région Grand Est. Elle est associée à la commune de Latrecey depuis 1972.

## Géographie
Situé sur la rive droite de l'Aube, ce village est traversé par la route D145.

## Toponymie
Anciennement mentionné : Ulmedum en 721, Ulmetum et Ulmeium vers 1172, Almoy et Ulmayum en 1194, Ulmoy en 1195, Ulmoi vers 1200, Ourmoi en 1249, Ormoy en 1254, Ormoy-sur-Aube en 1603, Ormoy sur Aulbe en 1625, Ormoy sur Aube en 1793 et Ormoy-sur-Aube en 1801.
Il s'agit de la formation toponymique médiévale fréquente Ormoy. De l'oïl (ancien français) ormoi (variante de ormei, plus à l'ouest) « lieu planté d'ormes ».
L’Aube est une rivière française, l'un des quatre plus gros affluents de la Seine, dont le cours suit une direction assez proche. Elle donne son nom à un département : l'Aube.

## Histoire
En 1789, Ormoy dépend de la province de Champagne dans le bailliage et la prévôté de Chaumont.
Le 1er novembre 1972, la commune d'Ormoy-sur-Aube est rattachée sous le régime de la fusion-association à celle de Latrecey qui devient Latrecey-Ormoy-sur-Aube.

## Politique et administration
| Période                                  | Période | Identité         | Étiquette | Qualité |
| ---------------------------------------- | ------- | ---------------- | --------- | ------- |
| 1983                                     | 2008    | Jacky Callanquin |           |         |
| Les données manquantes sont à compléter. |         |                  |           |         |

## Démographie
| 1793 | 1800 | 1806 | 1821 | 1831 | 1836 | 1841 | 1846 | 1851 |
| ---- | ---- | ---- | ---- | ---- | ---- | ---- | ---- | ---- |
| 382  | 356  | 322  | 369  | 388  | 396  | 412  | 380  | 396  |

| 1856 | 1861 | 1866 | 1872 | 1876 | 1881 | 1886 | 1891 | 1896 |
| ---- | ---- | ---- | ---- | ---- | ---- | ---- | ---- | ---- |
| 332  | 342  | 322  | 285  | 276  | 290  | 237  | 237  | 201  |

| 1901 | 1906 | 1911 | 1921 | 1926 | 1931 | 1936 | 1946 | 1954 |
| ---- | ---- | ---- | ---- | ---- | ---- | ---- | ---- | ---- |
| 200  | 169  | 170  | 149  | 154  | 124  | 117  | 143  | 121  |

| 1962 | 1968 | - | - | - | - | - | - | - |
| ---- | ---- | - | - | - | - | - | - | - |
| 132  | 108  | - | - | - | - | - | - | - |

## Lieux et monuments
- Château
- Église Saint-Martin ; il subsiste de l'ancienne église un clocher-porche obturé du XVe siècle ; l'aménagement intérieur est en grande partie rénové au XIXe siècle
- Deux lavoirs